# Sint-Willibrorduskapel (Obbicht)
De Sint-Willibrorduskapel is een kapel en losstaande kerktoren in Obbicht in de Nederlands Zuid-Limburgse gemeente Sittard-Geleen. De kapel staat aan een pleintje dat gelegen is op de hoek van de Ecrevissestraat en de Oude Raadhuisstraat. Op ongeveer 150 meter naar het noordoosten staat de nieuwere Sint-Willibrorduskerk aan de Obbichter Markt. Op ongeveer 150 meter naar het noorden staat de Piëtakapel, op ongeveer 125 meter naar het noordwesten de Heilig-Hartkapel en op ongeveer 250 meter naar het zuidoosten de Sint-Barbarakapel. Ten zuidoosten van de kapel ligt een parkeerplaats die vroeger in gebruik was als kerkhof bij de oude kerk.
De kapel is gewijd aan de heilige Willibrord.

## Geschiedenis
In 1688 werd de oudste kerk van Obbicht gebouwd.
In 1825 brandde een zeer groot deel van het dorp af, evenals de kerk. In totaal werden er door de brand 34 huizen, de kerk en de pastorie verwoest. Na de brand werd in 1828 op de fundamenten van de oude kerk een nieuwe kerk gebouwd, een waterstaatskerk, naar het ontwerp van architect Nicolaas Dukers. Deze kerk was voorzien van een kerktoren iets ten zuiden van de centrale as van de kerk, spitsbogen, een driezijdige koorsluiting en gedekt door een zadeldak.
Aan het einde van de 19e eeuw werd het kerkgebouw te klein en maakte architect J. Hollman plannen om de kerk uit te breiden. Deze plannen werden niet uitgevoerd. In 1903 werd het kerkgebouw gesloopt, waarbij de kerktoren uit 1825 bleef staan. Op de plaats van de afgebroken kerk kwam een nieuwe driebeukige neogotische kerk met ronde apsis te staan die in 1904 in gebruik genomen werd. In het kerkgebouw waren wel de ideeën van architect Hollman verwerkt, maar hij was zelf niet betrokken bij het ontwerp. Eveneens werd de kerktoren uit 1825 met een extra geleding van zes meter verhoogd. De toren stond toen aan het uiteinde van de zuidbeuk van de kerk.
In 1954 was ook deze kerk te krap voor de vele gelovigen dat er plannen gemaakt werden om een nieuwe kerk te bouwen. In 1962 kwam er een nieuwe pastoor en werd door architect Th.L. Oberndorff eerst een verbouwing van de bestaande kerk onderzocht, waarna er een nieuwe kerk werd ontworpen. Dit nieuwe kerkgebouw werd op ongeveer 150 meter naar het noordwesten gebouwd en werd op 6 april 1968 geconsecreerd. In 1967 werd de oude pastorie aan de gemeente verkocht om te dienen als burgemeesterswoning en in 1970 werd de oude kerk aan de gemeente verkocht die na afbraak van de apsis het gebruikte als opslagloods.
In 1984 werd de kerk afgebroken, waarbij de toren behouden bleef. In 1985 werd de toren ingericht als kapel en op 8 juni 1985 werd de kapel ingewijd.

## Bouwwerk
De kapel is ingericht onder in de oude kerktoren. Deze bakstenen kerktoren is gebouwd op een vierkant plattegrond, heeft drie geledingen en wordt bekroond met een ingesnoerde torenspits met leien in Maasdekking. De zuidgevel heeft op de hoeken haakse steunberen die twee keer verjongen en in deze gevel bevindt zich de rondboogvormige toegang tot de kapel. De toegang wordt afgesloten met dubbele deuren met daarboven een rondboogvormig bovenlicht van twee halve cirkels en een hele.
In de oostelijke gevel van de toren zijn twee gedenkstenen van hardsteen ingemetseld in de muur. De grote gedenksteen stamt uit 1828 en herinnert aan de herbouw van de kerk. De kleinere gedenksteen bevat een tekst met chronogram (1985):

VbI eCCLesIa sanCtI wILLIbrorDI fVIt IbI tVrrIs seMper serVetVr(Waar de kerk van Sint-Willibrord is geweest moge daar de toren bewaard blijven)

Van binnen is de kapel wit geschilderd en tegen de achterwand is het altaar geplaatst. Op het altaar staat een beeld van de heilige Willibrord.